# 諾喬爾烏帕齊拉
諾喬爾乌帕齐拉是孟加拉国諾瓦布甘傑縣的一个乌帕齐拉，位於拉傑沙希专区的諾瓦布甘傑縣。

## 人口
據1991年孟加拉國人口普查，諾喬爾共有戶數32922戶，人口146627人。其中男性佔比49.71%，女性佔比50.29%；成年人口89267人。該地7歲以上人口之平均識字率為45.5%，高於全國平均值（32.4%）。